# Piedras Albas
Piedras Albas – gmina w Hiszpanii, w prowincji Cáceres, w Estramadurze, o powierzchni 4,54 km². W 2011 roku gmina liczyła 177 mieszkańców.